# Ormond-by-the-Sea
Ormond-by-the-Sea est une census-designated place du comté de Volusia, dans l'État de Floride, aux États-Unis,. En 2020, elle compte une population de 7 312 habitants.